# Frederick Arthur Verner
Pour les articles homonymes, voir Verner.

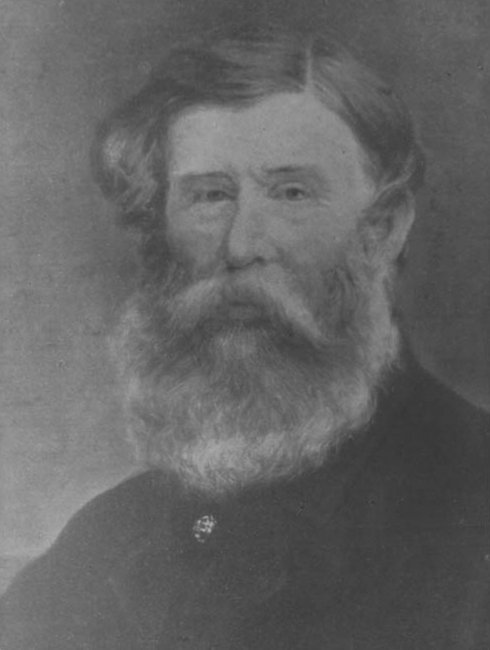
Photographie de la peinture de Paul Kane par Verner.

Frederick Arthur Verner né le 26 février 1836 et mort le 16 mai 1928 est un peintre et photographe canadien, célèbre pour ses paysages et ses peintures de paysages des plaines canadiennes de l'ouest. 

## Biographie
Verner est né à Sheridan, en Ontario. Enfant, il est fasciné et inspiré par les peintures de Paul Kane et tente de convaincre ce peintre établi de le prendre comme élève, mais sans succès. Quelques années plus tard, il se rend à Londres où il étudie à la Hetherleys Academy of Arts de 1856 à 1860, avant de rejoindre l'armée britannique et de s'enrôler dans le 3e régiment de West York. De retour à Toronto en 1862, il travaille d'abord comme coloriste puis comme photographe. Pendant ce temps, il devient l'ami de son idole de longue date, Paul Kane. Le travail de Verner est, comme celui de Kane, également centré sur des scènes de l'Ouest canadien et parfois aussi basé sur des croquis de terrain bien que Verner n'ait pas voyagé aussi souvent que Kane. Beaucoup de ses peintures sont basées sur des croquis réalisés lorsqu'il accompagne Alexander Morris à la signature du troisième traité Northwest Angle Treaty au lac des Bois en 1873. En 1880, Verner s'installe définitivement à Londres, mais continue à visiter le Canada de façon sporadique pour peindre et expose régulièrement ses peintures à Toronto. En 1893, il est devenu membre de l'Académie royale canadienne . 
Il est l'oncle du magicien Dai Vernon, alias The Professor.

## Galerie

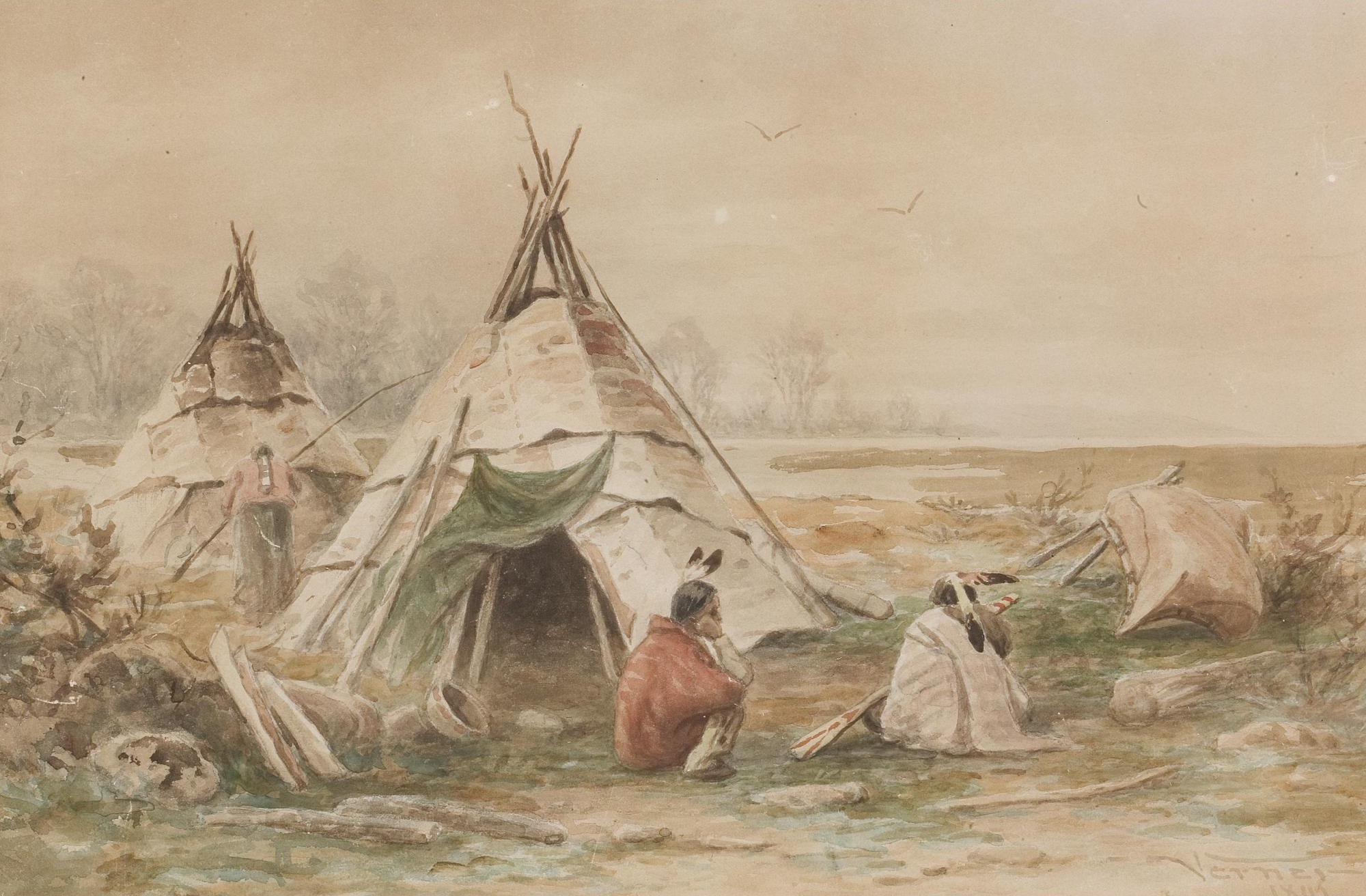
Campement indien, 1891
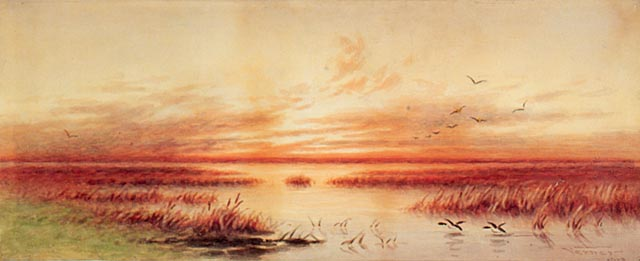
Coucher du soleil sur un lac
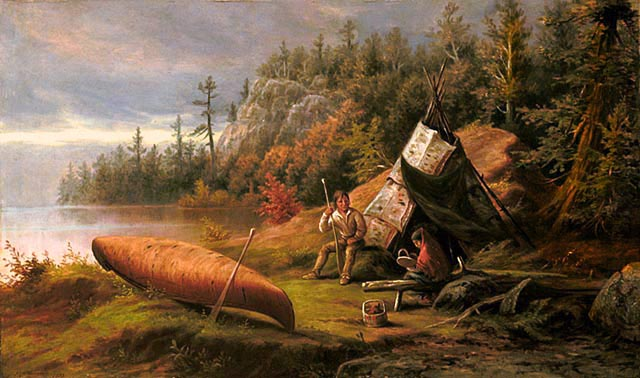
Camp Ojibway sur la rive nord du lac Huron, 1873
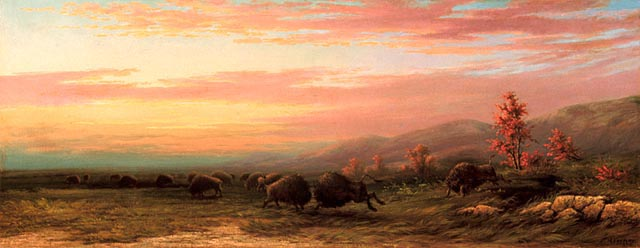
Bisons en combat, 1870

## Musées et collections publiques
- Agnes Etherington Art Centre
- Art Gallery of Alberta
- Art Gallery of Hamilton
- Bibliothèque et Archives Canada
- Galerie d'art Beaverbrook
- Galerie Leonard & Bina Ellen, Université Concordia
- Mendel Art Gallery
- Morris and Helen Belkin Art Gallery
- Musée des beaux-arts de l'Ontario
- Musée des beaux-arts de Montréal
- Musée national des beaux-arts du Québec[3]
- Museum London
- Parcs Canada
- RiverBrink Art Museum
- The Robert McLaughlin Gallery
- Tom Thomson Memorial Art Gallery

## Ressources externes
- Notices d'autorité :   - VIAF
  - ISNI
  - LCCN
  - GND
  - WorldCat
- Notice dans un dictionnaire ou une encyclopédie généraliste :   - L'Encyclopédie canadienne
- Ressources relatives aux beaux-arts :   - Artists of the World Online
  - Bénézit
  - Grove Art Online
  - MNBAQ
  - Musée d'Orsay
  - Musée des beaux-arts du Canada
  - RKDartists
  - Union List of Artist Names